# ハーバー・ビューFC
ハーバー・ビューFC (英語: Harbour View F.C.) はジャマイカの首都キングストンに本拠地を置くサッカークラブである。

## 歴史
1960年代、キングストンのハーバー・ビュー地区を拠点に活動を開始、1974年3月4日にプロサッカークラブとして正式に設立された。それから25年後、ジャマイカのクラブとして初めて法人化（有限会社）された。
ハーバー・ビューFCは多くの面で国内クラブとして初の取り組みを行ってきた。すなわち、公式ウェブサイトを持つ最初のクラブであり、世界基準のサッカースタジアムを建設した最初のクラブである。また所属選手のリカルド・ガードナーは1998年にボルトン・ワンダラーズFCに入団したことで、ジャマイカの国内リーグ出身者として初めて主要な欧州リーグに移籍した選手となった。

## タイトル

### 国内タイトル
- ジャマイカン・ナショナルプレミアリーグ

 (4): 2000, 2007, 2010, 2013
- JFFチャンピオンズカップ

 (4): 1994, 1998, 2001, 2002

### 国際タイトル
- CFUクラブチャンピオンシップ

 (2): 2004, 2007

## 歴代所属選手
- リカルド・ガードナー 1997-1998
- ルートン・シェルトン 2003-2006, 2017-
- ダミオン・スチュワート 2004-2006
- ドウェイン・ミラー 2005-2010
- ケマー・ローレンス 2011-2014
- イアン・グッディソン 2015-2016